# デイノコッカス・ラディオデュランス
デイノコッカス・ラディオデュランス（Deinococcus radiodurans、「放射線に耐える奇妙な果実」という意味、かつては Micrococcus radiodurans と呼ばれていた）はグラム陽性細菌（グラム染色自体は陽性だが系統、構造的には陰性菌に近い）に分類される極限環境微生物で、放射線耐性生物としては最も広く知られ、研究が進んでいる生物である。
10Gyの放射線でヒトを、60Gyの放射線で大腸菌を殺すことができるが、D. radiodurans は5,000Gyを浴びても死滅せず、15,000Gyでも37%は生き残る。
また放射線だけではなく高温、低温、乾燥、低圧力、酸の環境下にも耐えることができる。D. radiodurans は複数の極限環境に対応できる生物である。そのため「ギネスブック」には世界で最も放射線に強い細菌として掲載されている。ただし、D. radioduransよりも強い放射線耐性を示す生物 (Thermococcus gammatolerans, Rubrobacter radiotolerans P-1) も徐々に見つかってきている。

## 歴史
1956年にコーバリスのオレゴン農業試験場でA.W.アンダーソンらによって発見された。当時、食品保存の研究のために、牛肉の缶詰にガンマ線を照射して滅菌する実験が行われていたが、その缶詰を保存していたところ、いくつか腐って膨らんでしまった。アンダーソンらは直ちに原因を調査し、強い放射線に耐える細菌を単離した。これが D. radiodurans である。
当初は形状や性質から Micrococcus に分類されたが、極めて強い放射線耐性を持つこと、細胞壁の構造が異なること、16S rRNA系統解析の結果も異なることなど調査が進むにつれ Micrococcus とは異なる細菌であることが明らかになり、新たに設けられた Deinococcus 属（奇妙な（Deino）+ 果実（coccus、球菌に対してよく使われる））に分類された。現在、放射性廃棄物などから金属を回収する用途に利用できるのではないかと期待されている。

## 放射線耐性メカニズム
放射線に耐える能力はその強力なDNA修復機構によると考えられている。通常の生物はガンマ線を放射してDNAを数百の断片に切断すると回復できずに死に至るが、D. radiodurans は通常12-24時間程度でDNAを復元する。このDNA修復機構を獲得するに至った経緯は、一説によると、乾燥に耐えるためらしい。実際、乾燥もDNAの断片化につながる上、デイノコッカス・ラディオデュランスは乾燥にも耐える菌であり、放射線に弱い変異株は乾燥にも弱くなることが明らかとなっている。
なお、放射性に対する耐性は広い分類範囲に見られる性質である。例えば放線菌門やプロテオバクテリア、ユーリ古細菌の中にも10,000Gy程度の放射線に抵抗性を示すものがそれぞれ孤立して存在する。真核生物の中にも菌類など比較的強い放射線に対して抵抗性を示すものがいる。